# Ющенко Катерина Михайлівна
Катери́на Миха́йлівна Ю́щенко (Чумаче́нко) (нар. 1 вересня 1961, Чикаго, Іллінойс, США) — українська й американська економістка, підприємець, друга дружина колишнього третього президента України Віктора Ющенка (2005–2010). Мала успішну кар'єру в уряді США та в приватному бізнесі, нині займається благодійною діяльністю.

## Дитинство
Народилася у сім'ї українських емігрантів. Її батько — Михайло Чумаченко (1917–1998) народився в с. Зайцівка, Харківської губернії, а мати — Софія Чумаченко у с. Літки, Київської округи 1927 року, померла у Києві 30 жовтня 2012 року після тривалої хвороби.
Під час німецько-радянської війни її батьків вивезено на примусові роботи до Німеччини, де вони зустрілися та побралися у 1944 році. У 1945 році у Німеччині народилася Ліда Чумаченко — старша сестра Катерини. Михайло Чумаченко тривалий час хворів на туберкульоз та лікувався у Німеччині; у 1956 році сім'єю іммігрували в США на запрошення Української Православної Церкви в Чикаго. У Чикаго Михайло Чумаченко працював електриком, а мама швачкою. З дня народження Катерини мама стала домогосподаркою та доглядала за дітьми. У 1987 родина переїхала на помешкання до штату Флорида.
У дитинстві Катерина, як і багато українців діаспори, була членом Спілки Української Молоді, брала активну участь у житті громади. У 15 років стала працювати офіціанткою в ресторані, а вже навчаючись у старшій школі — і нянею, і помічницею в офісі. Вступила до Джорджтаунського університету та в 1982 завершила навчання ступенем бакалавра з міжнародної економіки; з 1985 продовжила навчання в Чиказькому університеті та здобула ступінь магістра за спеціальністю «Міжнародні фінанси» та «Менеджмент громадських неприбуткових проєктів». В університетські роки стажувалася у торговому департаменті штату Іллінойс та в митній службі США. Вона ще працювала у Вашингтоні редактором Центру вивчення проблем моралі та суспільної політики.

## Кар'єра
Закінчивши університет, Катерина Чумаченко була директором (1983–1984) Української Національної інформаційної служби. У 1986–1988 роках працювала помічником з особливих доручень у заступника Державного секретаря США з питань прав людини і гуманітарних справ. З квітня 1988 по січень 1989 року була заступником голови Офісу громадських зв'язків Білого Дому. У 1989 році Катерина Чумаченко працювала у секретаріаті Міністерства фінансів США. У 1991 році отримала посаду економіста у Конгресі США з питань економіки і одночасно, на громадських засадах, працювала віце-президентом Фундації Україна-США, яку вона заснувала у 1991 році. Була директором Інституту Пилипа Орлика, а в 1993 Катерина отримує посаду консультанта та менеджера української філії компанії «Піт Марвік Барентц Груп».

## Особисте життя
З 1991 року Катерина Чумаченко часто відвідувала Україну. У 1993 на борту літака, що летів до Америки, познайомилась з Віктором Ющенком. У 1998 вони одружились — і у 1999 році у них народилася перша дитина — Софія. Згодом, у 2001 народилася дочка Христина, а у 2004— син Тарас. У 2005 році Катерина Ющенко стала громадянкою України. 30 серпня 2007 року Катерина Ющенко вийшла з громадянства США.
Деякі ЗМІ, особливо російські, проводили кампанію з дискредитації Катерини Ющенко. Зокрема, російський журналіст Михайло Леонтьєв поширював чутки про її службу в ЦРУ: у 2002 році Катерина Ющенко подала в суд на журналіста й виграла справу. А вже 2003 року вона виграла і судову справу про поширення неправдивих чуток про неї також проти одного з українських телеканалів.

## Благодійна діяльність
Катерина Ющенко є головою наглядової ради міжнародного благодійного фонду «Україна 3000». Основним завданням фонду є пошук іноземних та місцевих партнерів для придбання нового устаткування для лікарень, для забезпечення лікарень ліками та персоналом. У складі фонду також є культурні та історичні напрямки.
Була ініціатором проєкту «Дитяча лікарня майбутнього», який передбачав будівництво та обладнання лікарень для важкохворих дітей. Щоправда, з різних джерел, під долею цього проєкту криється чимало сумнівів, зокрема, достовірно не відомо, на що були витрачені 77 % зібраних коштів, при тому, що далі частково завершеного фундаменту будівництво не просунулось. Згідно із даними преси, на побудову лікарні громадянами було перераховано понад 260 млн грн., з них майже 3,5 млн — через смс по 5 грн. Проєкт будівництва рекламувався на телеканалах «ICTV», «1+1», «Інтер», «НТН», «Новий», «К1», «Тоніс», «СТБ», «НТКУ», канал «24», «Україна» і музичний канал «М1», а також ця кампанія підтримувалась усіма операторами стільникового зв'язку. Будівництво медичного закладу вартістю 600 млн доларів США покладалось на британську компанію Building Design Partnership Structures, фінансувати її діяльність планувала компанія «Генезиз Євразія Корпорейшн» (США). Кошти проєкту повинні були обслуговуватись на рахунку АТ «Трансбанк». Катерина Ющенко заявляла, що перші пацієнти будуть лікуватись вже в березні 2009 року, проте будівництво закладу так і не розгорнулось.

## Нагороди
- Спеціальна нагорода ЮНЕСКО «Золота піраміда» (листопад 2005)
- Медаль князя Василя-Костянтина Острозького від Острозької академії (жовтень 2005)
- «Нагорода видатному випускникові в галузі суспільної діяльності 2005 року» від бізнес-школи Чиказького університету (жовтень 2005)
- Спеціальна нагорода від Фонду допомоги дітям Чорнобиля (квітень 2006)
- Нагорода «Почесний викладач гімназії „Києво-Могилянська колегія“» (лютий 2007)
- Великий хрест Ордена Полярної зірки (Швеція, 2008)
- Медаль Свободи Трумена-Рейгана (США, 2008)
- Орден Трьох зірок 1 класу (Латвія, 19 червня 2008)
- Хрест «За заслуги перед Церквою і Папою» (Ватикан, 29 червня 2009)[6]